# Musikåret 1969

## Händelser
- 30 januari – The Beatles sista offentliga framträdande, den berömda takkonserten på 3 Savile Row i London.
- 1 mars – Tommy Körbergs låt Judy min vän vinner den svenska uttagningen till Eurovision Song Contest på Cirkus i Stockholm[1]..
- 29 mars – Det blir oavgjort resultat i Eurovision Song Contest i Madrid och fyra länder står som vinnare (Frankrike, Nederländerna, Spanien och Storbritannien), vilket får Sverige att bojkotta festivalen kommande år[2].
- 15–17 augusti – Den berömda Woodstockfestivalen hålls.
- 25 september – Årets Grammisgala i Sverige äger rum[3].
- okänt datum – Den experimentelle österrikiske tonsättaren, musikern och författaren Gerhard Rühm ger ut en LP där han spelar och sjunger egna chansons efter texter av honom själv och två andra medlemmar av den konstnärligt gränsöverskridande Wiener Gruppe, nämligen Konrad Bayer och Oswald Wiener. Plattan heter Ich küsse heiß den warmen Sitz (jag kysser hett den varma sitsen), da camera song, Heidelberg.
- okänt datum – Led Zeppelin gav ut deras första album som heter Led Zeppelin och ett andra med namnet Led Zeppelin II.

## Priser och utmärkelser
- Jan Johansson-stipendiet – Lars Sjösten
- Jenny Lind-stipendiet – Margareta Jonth
- Medaljen för tonkonstens främjande – Einar Hansen och Eric Sahlström
- Spelmannen – Jan Johansson

## Årets album
Vänligen sortera soloartister på efternamn, musikgrupper på förstabokstaven (utan engelskans "The" och "A")

### A – G
- The Beach Boys – 20/20
- The Beatles – Abbey Road
- The Beatles – Yellow Submarine
- Blandade artister – Easy Rider (soundtrack)
- Blind Faith – Blind Faith
- Blood, Sweat and Tears – Blood, Sweat and Tears
- Blodwyn Pig – Ahead Rings Out
- David Bowie – Space Oddity
- James Brown – Say It Loud – I'm Black and I'm Proud
- The Butterfield Blues Band – Keep on Moving
- Captain Beefheart – Trout Mask Replica
- Johnny Cash – At San Quentin
- Chicken Shack – O.K. Ken?
- Joe Cocker – With a Little Help from My Friends
- Leonard Cohen – Songs from a Room
- Creedence Clearwater Revival – Bayou Country
- Creedence Clearwater Revival – Green River
- Creedence Clearwater Revival – Willy and the Poor Boys
- Deep Purple – Deep Purple
- Deep Purple – The Book of Taliesyn
- Desmond Dekker – This Is Demond Dekker
- The Doors – The Soft Parade
- Donovan – Barabajagal
- Bob Dylan – Nashville Skyline
- Artur Eriksson & Anna-Lena Löfgren – Jul, jul, strålande jul
- Fleetwood Mac – English Rose
- Fleetwood Mac – Then Play On
- The Flying Burrito Brothers – The Gilded Palace of Sin
- Aretha Franklin – Soul '69
- Genesis – From Genesis to Revelation
- Grateful Dead – Aoxomoxoa
- Gunder Hägg – Tigerkaka

### H – O
- Keith Jarrett – Somewhere Before
- Jefferson Airplane – Volunteers
- Jethro Tull – Stand Up
- Jan Johansson – Musik genom fyra sekler
- Elton John – Empty Sky
- Janis Joplin – I Got Dem Ol' Kozmic Blues Again Mama!
- Kebnekajse – Resa mot okänt mål
- King Crimson – In the Court of the Crimson King
- The Kinks – Arthur (or the Decline and Fall of the British Empire)
- Led Zeppelin – Led Zeppelin
- Led Zeppelin – Led Zeppelin II
- John Mayall – The Turning Point
- MC5 – Kick Out the Jams
- The Monkees – Instant Replay
- The Monkees – The Monkees Present
- The Moody Blues – On the Threshold of a Dream
- Roy Orbison – Roy Orbison's Many Moods
- Roy Orbison – Hank Williams the Roy Orbison Way

### P – V
- Tom Paxton – The Things I Notice Now
- Lee "Scratch" Perry / The Upsetters – The Upsetter
- Pink Floyd – Music from the Film More
- Pink Floyd – Ummagumma
- Elvis Presley – From Elvis in Memphis
- Procol Harum – A Salty Dog
- Terry Riley – A Rainbow in Curved Air
- Pugh Rogefeldt – Ja, dä ä dä
- The Rolling Stones – Let It Bleed
- Santana – Santana
- Boz Scaggs – Boz Scaggs
- Neil Sedaka – Sounds of Sedaka
- Nina Simone – Nina Simone and Piano
- Nina Simone – To Love Somebody
- Joe South – Don't It Make You Want to Go Home
- Sly and the Family Stone – Stand!
- Dusty Springfield – Dusty in Memphis
- Steppenwolf – At Your Birthday Party
- Steppenwolf – Monster
- The Stooges – The Stooges
- Ten Years After – Ssssh
- The Velvet Underground – The Velvet Underground

### W – Ö
- Jojje Wadenius – Goda' goda'
- The Who – Tommy
- Cornelis Vreeswijk – Cornelis sjunger Taube
- Yes – Yes
- Neil Young – Everybody Knows This Is Nowhere
- The Youngbloods – Elephant Mountain
- Frank Zappa – Hot Rats

## Årets singlar & hitlåtar
Vänligen sortera soloartister på efternamn, musikgrupper på förstabokstaven (utan engelskans "The" och "A")
- The Archies – Sugar, Sugar
- Bee Gees – I Started A Joke
- The Beach Boys – I Can Hear Music
- The Beatles – Come Together
- The Beatles – Don't Let Me Down
- The Beatles – Get Back
- The Beatles – Here Comes the Sun
- The Beatles – Something
- The Beatles – The Ballad of John and Yoko
- Blood, Sweat & Tears – Spinning Wheel
- Booker T. and the MG's – Time Is Tight
- David Bowie – Space Oddity
- Robert Broberg – Ingela
- Johnny Cash – A Boy Named Sue
- Creedence Clearwater Revival – Bad Moon Rising
- Creedence Clearwater Revival – Down on the Corner
- Creedence Clearwater Revival – Fortunate Son
- Creedence Clearwater Revival – Proud Mary
- Desmond Dekker – Israelites
- Donovan – Atlantis
- Donovan – To Susan on the West Coast Waiting
- The Doors – Touch Me
- Bob Dylan – Lay Lady Lay
- Bob Dylan – I Threw It All Away
- The Fifth Dimension – Aquarius – Let the Sunshine In
- The Fifth Dimension – Wedding Bell Blues
- Fleetwood Mac – Oh Well
- The Isley Brothers – It's Your Thing
- Marvin Gaye – Too Busy Thinking About My Baby
- Marvin Gaye – That's The Way Love Is
- Noel Harrison – The Windmills of Your Mind
- Edwin Hawkins Singers – Oh, Happy Day
- The Hollies – He Ain't Heavy, He's My Brother
- The Hollies – Sorry Suzanne
- Mary Hopkin – Goodbye
- Jethro Tull – Living in the Past
- Led Zeppelin – Whole Lotta Love
- Lill Lindfors – En man i byrån (If You Can Put that in a Bottle)
- Lulu – Boom Bang-a-Bang
- Manfred Mann – Fox on the Run
- The Move – Blackberry Way
- Plastic Ono Band – Give Peace a Chance
- Elvis Presley – In the Ghetto
- Elvis Presley – Suspicious Minds
- Elvis Presley – Don't Cry Daddy
- Cliff Richard – Good Times, Better Times
- Arne Qvick – Rosen
- Paul Revere and the Raiders – Let Me
- Tommy Roe – Dizzy
- The Rolling Stones – Gimme Shelter
- The Rolling Stones – Honky Tonk Women
- The Rolling Stones – You Can't Always Get What You Want
- Peter Sarstedt – Where Do You Go To (My Lovely)?
- Simon & Garfunkel – The Boxer
- Frank Sinatra – My Way
- Sly and the Family Stone – Everyday People
- Sly and the Family Stone – Hot Fun in the Summer Time
- Henry Stephen – Limon Limonero
- The Supremes – Someday We'll be Together
- The Temptations – I Can't Get Next to You
- B.J. Thomas – Raindrops Keep Fallin' on My Head
- Thunderclap Newman – Something in the Air
- Tommy Körberg – Judy min vän
- Cornelis Vreeswijk – Hönan Agda
- Östen Warnerbring – Du borde köpa dig en tyrolerhatt ("Ich kauf’ mir lieber einen Tirolerhut")
- The Who – Pinball Wizard
- Zager and Evans – In the Year 2525
- The Zombies – Time of the Season

## Födda
- 5 januari – Marilyn Manson, amerikansk sångare i Marilyn Manson.
- 14 januari – Dave Grohl, amerikansk musiker.
- 16 januari – Dead, eg. Per Yngve Ohlin, svensk musiker, sångare i Mayhem.
- 13 februari – Joyce DiDonato, amerikansk operasångare (mezzosopran).
- 3 mars – Per Lidén, svensk kompositör, sångtextförfattare och musiker, medlem i Da Buzz.
- 4 mars – Stina Nordenstam, svensk sångare.
- 15 mars – Timo Kotipelto, finländsk musiker, sångare i Stratovarius.
- 22 mars – Josefin Nilsson, svensk sångare och skådespelare.
- 11 april – Cerys Matthews, walesisk rocksångare.
- 15 april – Mårten Josjö, svensk tonsättare och gitarrist.
- 27 maj – Miah Persson, svensk operasångare (sopran).
- 28 maj – Håkan Hemlin, svensk sångare, Nordman.
- 13 juni – Jamie Walters, amerikansk skådespelare och musiker.
- 15 juni – Ice Cube, eg. O'Shea Jackson, amerikansk skådespelare och Rap-artist.
- 24 juni – Sissel Kyrkjebø, norsk sångare.
- 10 juli – Vivica Genaux, amerikansk operasångare (mezzosopran).
- 13 juli – Benny Benassi, italiensk DJ, artist och remixare.
- 22 juli – Despina Vandi, grekisk-tysk sångare, fotomodell och skådespelare.
- 24 juli – Jennifer López, amerikansk sångare och skådespelare.
- 6 augusti – Elliott Smith, amerikansk musiker.
- 12 augusti – Tanita Tikaram, brittisk singer/songwriter.
- 17 augusti – Donnie Wahlberg, amerikansk skådespelare och musiker, medlem i New Kids on the Block.
- 5 september – Dweezil Zappa, amerikansk gitarrist och skådespelare.
- 11 september – Anna E. Weiser, svensk tonsättare.
- 20 september – Robert Jelinek, svensk skådespelare, sångare och musiker (gitarr, tenorsaxofon, munspel, congas).
- 24 september – Shawn Crahan, svensk musiker, slagverkare i Slipknot.
- 3 oktober – Gwen Stefani, amerikansk sångare.
- 9 oktober – P J Harvey, amerikansk sångare och låtskrivare.
- 12 oktober – Martie Maguire, amerikansk countrysångare, medlem i Dixie Chicks.
- 29 oktober – Fredrik Fahlman, svensk tonsättare.
- 4 november – Sean Combs, även känd som Puff Daddy och P. Diddy, amerikansk rappare, producent och skivbolagsdirektör.
- 29 november – Fredrik Ljungkvist, svensk jazzmusiker (saxofon och klarinett).
- 3 december – Thomas Forstner, österrikisk sångare.
- 4 december – Jay-Z, eg. Shawn Corey Carter, amerikansk hip-hopartist.
- 21 december – Victoria Borisova-Ollas, svensk tonsättare.
- 30 december – Jay Kay, brittisk funk-sångare och låtskrivare.

## Avlidna
- 5 januari – Folke Rydberg, 68, svensk sångare (andre bas).
- 17 januari – Grażyna Bacewicz, 59, polsk kompositör.
- 21 februari – Hilmer Borgeling, 65, svensk schlagersångare.
- 9 maj – Josef Jonsson, 81, svensk tonsättare och musikkritiker.
- 19 maj – Coleman Hawkins, 64, amerikansk jazzsaxofonist.
- 2 juni – Bullan Weijden, 67, svensk skådespelare och sångare.
- 22 juni – Judy Garland, 47, amerikansk skådespelare och sångare.
- 3 juli – Brian Jones, 27, gitarrist i Rolling Stones.
- 13 augusti – Ernfrid Ahlin, 64, svensk kompositör och musikförläggare.
- 14 augusti – Sven d'Ailly, 77, svensk operasångare, lutaspelare, teaterregissör och skådespelare.
- 18 augusti – Laci Boldemann, 48, tonsättare av tysk och finländsk härstamning.
- 15 september – Åke Grönberg, 55, svensk regissör, skådespelare och sångare.
- 7 december – Beppo Gräsman, 38, svensk trumpetare, skivproducent och sångare i Gals and Pals.

### Fotnoter
1. ↑  Poplight – Melodifestivalen.
2. ↑  Poplight – Eurovision Song Contest.
3. ↑  Information i Svensk mediedatabas.